# Newsy Lalonde

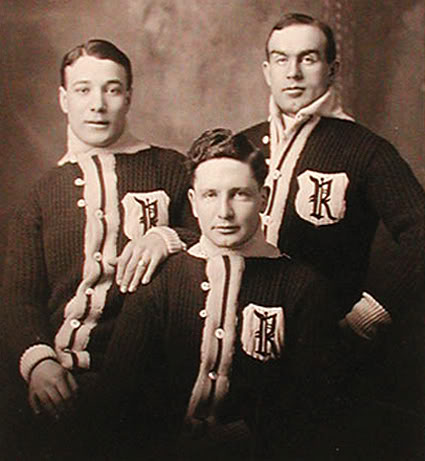
Newsy Lalonde, till vänster, bredvid Frank Patrick och Cyclone Taylor med Renfrew Creamery Kings.

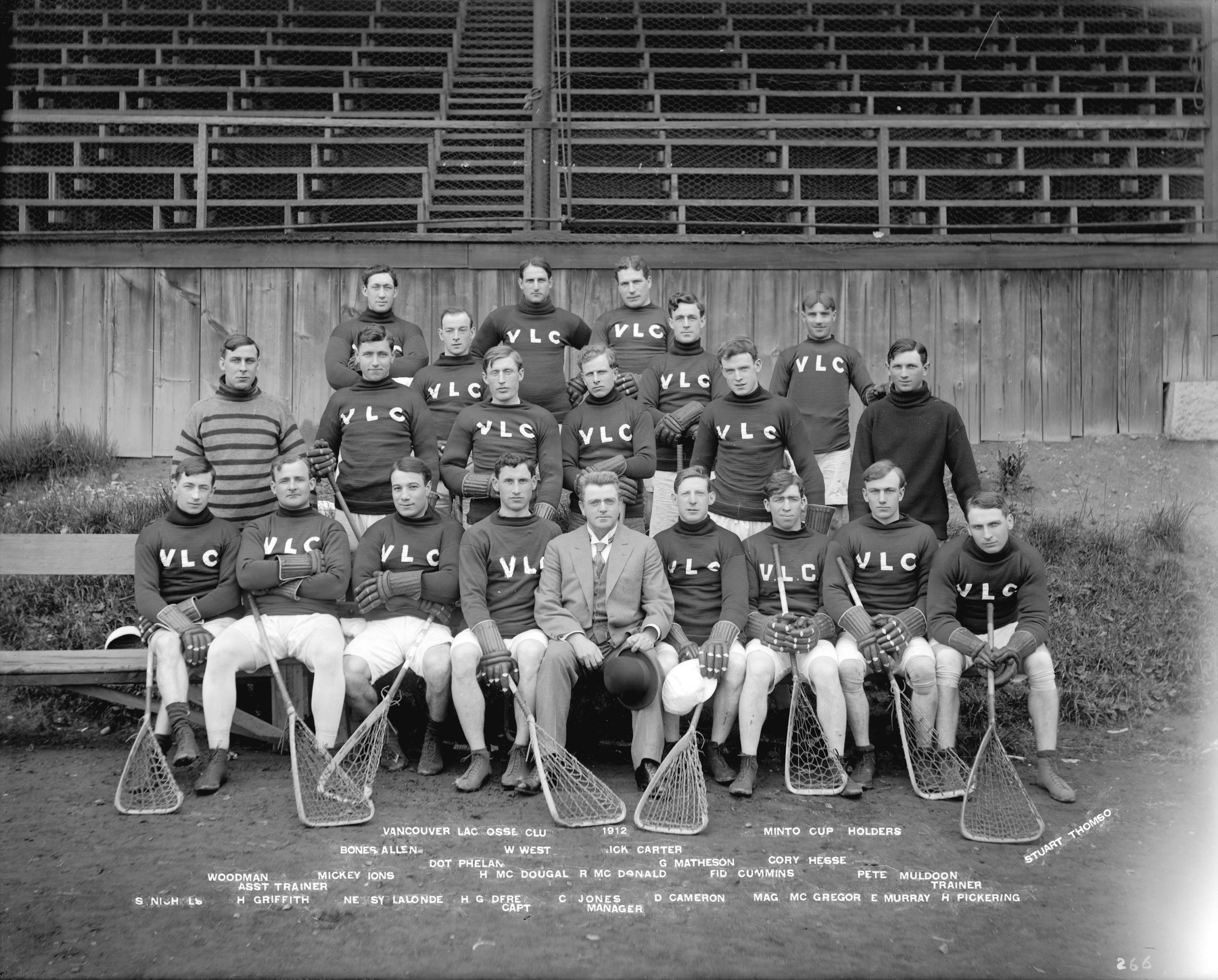
Newsy Lalonde, trea från vänster i främre raden, med Vancouver Lacrosse Club 1912.

Édouard Charles "Newsy" Lalonde, född 31 oktober 1887 i Cornwall, Ontario, död 21 november 1970 i Montreal, Quebec, var en kanadensisk professionell ishockeyspelare och ishockeytränare som spelade i NHA och NHL åren 1909–1926 för huvudsakligen Montreal Canadiens. Lalonde tävlade även framgångsrikt inom lacrosse.
"Newsy" Lalonde valdes in som ärad medlem i Hockey Hall of Fame 1950.

## NHA
"Newsy" Lalonde debuterade i NHA säsongen 1910 och spelade sex matcher för Montreal Canadiens samt fem matcher för Renfrew Creamery Kings. Innan dess hade han spelat en säsong i International Professional Hockey League för Canadian Soo och två säsonger i Ontario Professional Hockey League för Toronto Professionals. Säsongen 1910–11 spelade Lalonde uteslutande för Montreal Canadiens i NHA och gjorde 19 mål på 16 matcher. Säsongen 1912 bytte Lalonde lag och liga då han spelade för Vancouver Millionaires i Pacific Coast Hockey Association.
Säsongen 1912–13 var Lalonde tillbaka i Canadiens. 1915 utsågs han till spelande tränare och säsongen 1915–16 var han med om att vinna sin enda Stanley Cup med klubben.

## NHL
Lalonde följde med Canadiens då NHA omvandlades till den nya ligan NHL säsongen 1917–18. Han var med om att spela och göra mål i den första NHL-matchen som spelades då Canadiens besegrade Ottawa Senators med 7-4. Totalt blev det 23 mål och 7 assists för 30 poäng på 14 matcher under första säsongen i NHL. Andra säsongen, 1918–19, vann Lalonde poängligan efter att ha gjort 22 mål och 10 assists på 17 matcher.
Säsongen 1920–21 vann Lalonde åter igen poängligan efter att ha fått ihop 33 mål och 10 assists på 24 matcher. Lalonde spelade för Canadiens fram till och med säsongen 1921–22. Säsongen efter försvann han till Western Canada Hockey League där han spelade i fyra säsonger för Saskatoon Crescents och Saskatoon Sheiks. 1926–27 var Lalonde tillbaka i NHL som tränare för New York Americans. Han spelade en sista NHL-match för Americans som avbytare i november 1926. Därefter tränade han Ottawa Senators åren 1929–1931 och Montreal Canadiens 1932–1935.

## Statistik
FAHL = Federal Amateur Hockey League, TPHL = Timiskaming Professional Hockey League, CAHL = Canadian-American Hockey League
| 1904–05            | Cornwall Athletics     | OHA Jr.            | –  | –   | –  | –   | –   | —  | —  | — | —  | —  |
|                    | Cornwall Hockey Club   | FAHL               | 2  | 1   | 0  | 1   | –   | —  | —  | — | —  | —  |
| 1905–06            | Woodstock Seniors      | OHA Sr.            | 7  | 8   | 0  | 8   | –   | —  | —  | — | —  | —  |
| 1906–07            | Canadian Soo           | IPHL               | 18 | 29  | 4  | 33  | 27  | —  | —  | — | —  | —  |
| 1907–08            | Portage-la-Prairie     | MHL-Pro            | 1  | 0   | 0  | 0   | 0   | —  | —  | — | —  | —  |
|                    | Toronto Professionals  | OPHL               | 9  | 32  | 0  | 32  | 37  | —  | —  | — | —  | —  |
|                    | Toronto Professionals  | Stanley Cup        |    |     |    |     |     | 1  | 2  | 0 | 2  | 0  |
|                    | Haileybury Hockey Club | TPHL               | –  | –   | –  | –   | –   | 1  | 3  | 0 | 3  | 0  |
| 1908–09            | Toronto Professionals  | OPHL               | 11 | 29  | 0  | 29  | 79  | —  | —  | — | —  | —  |
| 1910               | Montreal Canadiens     | NHA                | 1  | 2   | 0  | 2   | 3   | —  | —  | — | —  | —  |
| 1910               | Montreal Canadiens     | NHA                | 6  | 16  | 0  | 16  | 40  | —  | —  | — | —  | —  |
|                    | Renfrew Creamery Kings | NHA                | 5  | 22  | 0  | 22  | 16  | —  | —  | — | —  | —  |
| 1910–11            | Montreal Canadiens     | NHA                | 16 | 19  | 0  | 19  | 63  | —  | —  | — | —  | —  |
| 1912               | Vancouver Millionaires | PCHA               | 15 | 27  | 0  | 27  | 51  | —  | —  | — | —  | —  |
| 1912–13            | Montreal Canadiens     | NHA                | 18 | 25  | 0  | 25  | 61  | —  | —  | — | —  | —  |
| 1913–14            | Montreal Canadiens     | NHA                | 14 | 22  | 5  | 27  | 23  | 2  | 0  | 0 | 0  | 2  |
| 1914–15            | Montreal Canadiens     | NHA                | 7  | 4   | 3  | 7   | 17  | —  | —  | — | —  | —  |
| 1915–16            | Montreal Canadiens     | NHA                | 24 | 28  | 6  | 34  | 78  | –  | –  | – | –  | –  |
|                    |                        | Stanley Cup        | –  | –   | –  | –   | –   | 4  | 3  | 0 | 3  | 41 |
| 1916–17            | Montreal Canadiens     | NHA                | 18 | 28  | 7  | 35  | 61  | 1  | 1  | 0 | 1  | 23 |
|                    |                        | Stanley Cup        | –  | –   | –  | –   | –   | 4  | 1  | 0 | 1  | 24 |
| 1917–18            | Montreal Canadiens     | NHL                | 14 | 23  | 7  | 30  | 51  | 2  | 4  | 2 | 6  | 17 |
| 1918–19            | Montreal Canadiens     | NHL                | 17 | 22  | 10 | 32  | 40  | 5  | 11 | 2 | 13 | 15 |
|                    |                        | Stanley Cup        | –  | –   | –  | –   | –   | 5  | 6  | 0 | 6  | 3  |
| 1919–20            | Montreal Canadiens     | NHL                | 23 | 37  | 9  | 46  | 34  | —  | —  | — | —  | —  |
| 1920–21            | Montreal Canadiens     | NHL                | 24 | 33  | 10 | 43  | 36  | —  | —  | — | —  | —  |
| 1921–22            | Montreal Canadiens     | NHL                | 20 | 9   | 5  | 14  | 20  | —  | —  | — | —  | —  |
| 1922–23            | Saskatoon Crescents    | WCHL               | 29 | 30  | 4  | 34  | 44  | —  | —  | — | —  | —  |
| 1923–24            | Saskatoon Crescents    | WCHL               | 21 | 10  | 10 | 20  | 24  | —  | —  | — | —  | —  |
| 1924–25            | Saskatoon Sheiks       | WCHL               | 22 | 8   | 6  | 14  | 42  | 2  | 0  | 0 | 0  | 4  |
| 1925–26            | Saskatoon Sheiks       | WHL                | 3  | 0   | 0  | 0   | 2   | 2  | 0  | 0 | 0  | 2  |
| 1926–27            | New York Americans     | NHL                | 1  | 0   | 0  | 0   | 2   | —  | —  | — | —  | —  |
| 1927–28            | Quebec Castors         | CAHL               | 1  | 0   | 0  | 0   | 0   | —  | —  | — | —  | —  |
| NHL totalt         | NHL totalt             | NHL totalt         | 99 | 124 | 41 | 165 | 183 | 7  | 15 | 4 | 19 | 32 |
| Stanley Cup totalt | Stanley Cup totalt     | Stanley Cup totalt | –  | –   | –  | –   | –   | 14 | 12 | 0 | 12 | 68 |

## Meriter
- Stanley Cup – 1915–16
- Vinnare av NHL:s poängliga – 1918–19 och 1920–21
- Vinnare av NHL:s målliga – 1918–19, delat med lagkamraten Odie Cleghorn